# Egidijus Vaitkūnas
Egidijus Vaitkūnas (ur. 8 sierpnia 1988 w Wilnie) – litewski piłkarz grający na pozycji obrońcy w FK Tauras.

## Kariera klubowa
Vaitkūnas jest wychowankiem Žalgirisie Wilno, z którego w 2009 roku trafił najpierw do klubu Banga Gorżdy, a następnie Tauras Taurogi. W 2010 roku wrócił do klubu z Wilna i stał się podstawowym graczem. Po udanym sezonie 2010, w którym wystąpił w 26 meczach i zdobył dwie bramki, zainteresowanie młodym litewskim piłkarzem zaczęły wykazywać kluby z innych lig europejskich − rosyjski Spartak Nalczyk i belgijski Royal Charleroi. Vaitkūnas pozostał jednak w Żalgirisie. Zimą 2014 roku został zawodnikiem czeskiego klubu Bohemians 1905.

## Reprezentacja
Vaitkūnas występował w reprezentacji Litwy do lat 21, w której rozegrał 13 meczów. W seniorskiej reprezentacji zadebiutował w 29 maja 2012 roku w meczu z Rosją.
| Mecze i gole w reprezentacji | Mecze i gole w reprezentacji | Mecze i gole w reprezentacji | Mecze i gole w reprezentacji | Mecze i gole w reprezentacji |      |             |
| #                            | Data                         | Stadion                      | Rywal                        | Wynik                        | Gol  | Rozgrywki   |
| 2012                         | 2012                         | 2012                         | 2012                         | 2012                         | 2012 | 2012        |
| ---------------------------- | ---------------------------- | ---------------------------- | ---------------------------- | ---------------------------- | ---- | ----------- |
| 1.                           | 29.05.2012                   | Nyon, Szwajcaria             | Rosja                        | 0:0                          | 0    | towarzyski  |
| 2.                           | 01.06.2012                   | Võru, Estonia                | Łotwa                        | 0:5                          | 0    | towarzyski  |
| 3.                           | 03.06.2012                   | Tartu, Estonia               | Estonia                      | 0:1                          | 0    | towarzyski  |
| 4.                           | 07.06.2012                   | Mińsk, Białoruś              | Białoruś                     | 1:1                          | 0    | towarzyski  |
| 5.                           | 11.09.2012                   | Pireus, Grecja               | Grecja                       | 0:2                          | 0    | El. MŚ 2014 |
| 2013                         |                              |                              |                              |                              |      |             |
| 6.                           | 11.10.2013                   | Wilno, Litwa                 | Łotwa                        | 2:0                          | 0    | El. MŚ 2014 |
| 7.                           | 15.10.2013                   | Kowno, Litwa                 | Bośnia i Hercegowina         | 0:1                          | 0    | El. MŚ 2014 |
| 2014                         |                              |                              |                              |                              |      |             |
| 8.                           | 05.03.2014                   | Antalya, Turcja              | Kazachstan                   | 1:1                          | 0    | towarzyski  |
| 9.                           | 29.05.2014                   | Windawa, Łotwa               | Finlandia                    | 1:0                          | 0    | towarzyski  |
| 10.                          | 31.05.2014                   | Lipawa, Łotwa                | Łotwa                        | 0:1                          | 0    | towarzyski  |
| 11.                          | 06.06.2014                   | Gdańsk, Polska               | Polska                       | 1:2                          | 0    | towarzyski  |

## Sukcesy
- Mistrzostwo Litwy: 2013
- Puchar Litwy: 2012, 2013